# Olesin (powiat szamotulski)
Olesin – przysiółek w Polsce położony w województwie wielkopolskim, w powiecie szamotulskim, w gminie Wronki.
W latach 1975–1998 miejscowość należała administracyjnie do województwa pilskiego.